# Palma Chica
Palma Chica är en ort i Mexiko.   Den ligger i kommunen Del Nayar och delstaten Nayarit, i den centrala delen av landet, 600 km nordväst om huvudstaden Mexico City. Palma Chica ligger 1 057 meter över havet och antalet invånare är 114.
Terrängen runt Palma Chica är bergig västerut, men österut är den kuperad. Runt Palma Chica är det mycket glesbefolkat, med 5 invånare per kvadratkilometer. Närmaste större samhälle är San Miguel, 12,3 km nordost om Palma Chica. I omgivningarna runt Palma Chica växer huvudsakligen savannskog.